# Sturmvogel – deutscher Jugendbund
Der Sturmvogel – deutscher Jugendbund ist ein deutscher Jugendverband, dessen Ursprünge in der rechtsextremen Wiking-Jugend liegen.

## Geschichte
Der Sturmvogel wurde am 5. September 1987 in Lippoldsberg von Mitgliedern des zuvor aus der Wiking-Jugend ausgetretenen Arbeitskreises „Junge Familie“ gegründet, nachdem sich seit Ende 1984 die Führungsfunktionäre der Wiking-Jugend, vor allem der Bundesführer, immer deutlicher der rechtsextremen Freiheitlichen Deutschen Arbeiterpartei angenähert hatten. Im Sturmvogel wollten sich diejenigen ehemaligen Mitglieder der Wiking-Jugend sammeln, die den neonazistischen Kurs nicht mittrugen. Zu den Gründungsmitgliedern gehörten Reiner Schmitz, Wolfgang Dünkel, Gerd Rothe, Ralf Küttelwesch, Christel Littauer und Rudi Wittig, letzterer hatte sich im September 1987 von der Wiking-Jugend getrennt und war dort zuvor Bundesfahrtenführer. Zwischen Wittig und Wolfgang Nahrath, von 1965 bis 1991 Bundesführer der Wiking-Jugend, war es zu erheblichen Differenzen gekommen, infolge derer Wittig die Wiking-Jugend verließ.
Der ehemalige stellvertretende Bundesführer des Sturmvogels und Alter Herr der Burschenschaft Danubia München, Ralf Küttelwesch, war Anfang der 1990er Jahre einer der verantwortlichen Studenten eines von Hans-Helmuth Knütter eingerichteten „Ost-West-Arbeitskreises“, der Veranstaltungen mit Hans-Dietrich Sander, David Irving und Frank Rennicke in Räumen der Universität Bonn organisiert hatte. Zum Führungskreis des Sturmvogel gehörte Anfang der 1990er Jahre auch Edda Schmidt, ehemalige Vorsitzende des Ringes Nationaler Frauen.
Personelle Verknüpfungen gab es Anfang der 1990er Jahre mit der Deutschen Liga für Volk und Heimat, den Republikanern und der rechtsextremen Initiative Gesamtdeutschland. Mitglieder des Verbands nahmen 1992 an der IJzerbedevaart und 1993 an einem Rudolf-Heß-Gedenkmarsch teil.
Im Juli 2006 warb die Deutsche Stimme, das Parteiorgan der NPD, zum wiederholten Male für den Sturmvogel.
Regelmäßige Kontakte bestehen unter anderem zum Freibund und dem Deutschen Mädelwanderbund, so nahmen Mitglieder des Sturmvogels auch am 14. überbündischen Burgfest 2008 auf Burg Hohnstein teil, an dessen vorhergehenden Veranstaltungen neben Mitgliedern des Freibunds auch Mitglieder der 2009 verbotenen Heimattreuen Deutschen Jugend sowie weitere Personen aus dem rechtsextremen Spektrum teilgenommen hatten.
Beim Sommerlager des Bundes in Brandenburg trat 2015 der Schweizer Holocaustleugner Bernhard Schaub, ehemaliger Vorsitzender des 2008 bundesweit verbotenen neonazistischen Vereins zur Rehabilitierung der wegen Bestreitens des Holocaust Verfolgten, auf. Ein Gründungsmitglied des Sturmvogel war an Treffen der rassistischen Artgemeinschaft beteiligt.
Die Bundeszeitung ist der Sturmbote. Im Kölner Raum gab der Jugendbund verschiedene Schülerzeitungen heraus.

## Politische Einordnung
Die Organisation entstand in Abgrenzung zum neonazistischen Kurs der Wiking-Jugend, wies laut Auskunft der Bundesregierung Ende der 1980er Jahre aber selbst Anhaltspunkte für rechtsextreme Bestrebungen auf. 1995 sah die Bundesregierung dies nicht mehr gegeben, während Jens Mecklenburg den Sturmvogel noch 1996 zu den rechtsextremen Organisationen zählte. Bernd Wagner attestierte dem Jugendbund eine Abkehr von der Hitler-Jugend-Tradition der Wiking-Jugend, stellte aber fest, dass sich Anfang der 1990er Jahre wieder „stärker rechtsradikale und rechtsextreme Positionen“ durchsetzten. Mit Stand von Januar 2010 war der Sturmvogel bundesweit kein Beobachtungsobjekt der Verfassungsschutzbehörden, da es keine ausreichenden Anhaltspunkte für eine Ausrichtung gegen die freiheitlich-demokratische Grundordnung gegeben habe.
Im Januar 2010 teilte die Niedersächsische Landesregierung zur Beantwortung einer kleinen Anfrage der Abgeordneten Pia-Beate Zimmermann mit, der Sturmvogel sei der niedersächsischen Verfassungsschutzbehörde bekannt, es handele sich aber nach den vorliegenden Erkenntnissen nicht um eine Nachfolgeorganisation der Wiking-Jugend. Eine Einstufung als „Beobachtungsobjekt“ könne „derzeit“ aufgrund der vorliegenden Erkenntnisse nicht getroffen werden. Jedoch „verfolgt die Verfassungsschutzbehörde die Entwicklung mit großer Aufmerksamkeit, um zu prüfen, ob die Grenze zur verfassungsfeindlichen Bestrebung überschritten ist.“
Eine kleine Anfrage vom Ende Februar 2010 der Fraktion der SPD im Bundestag wurde von der Bundesregierung folgendermaßen beantwortet:
„Auch nach aktueller Bewertung liegen keine Anhaltspunkte für eine extremistische Ausrichtung vor.“ Der Vorwurf der Rechtslastigkeit wurde auch in jüngerer Zeit wieder erhoben.
Nach dem Verfassungsschutzbericht 2019 des Landes Niedersachsen bestehen Beziehungen zwischen dem Sturmvogel und den sogenannten „völkischen Siedlern“, die als rechtsextremistisches Netzwerk beschrieben werden.

## Aktivitäten
Der Sturmvogel beruft sich auf die Tradition des Wandervogels und der deutschen Jugendbewegung und beschreibt sich als unabhängig und nicht religiös oder parteipolitisch gebunden. Zu seinen Aktivitäten zählen Gruppenstunden und Fahrten, deren Ziele hauptsächlich in Osteuropa in „»deutsche(n) Siedlungsgebiete« wie d(em) Sudetenland, Oberschlesien, Ungarn oder Pommern“ liegen. Programmatisch orientiert sich der Verband an den nationalrevolutionären Gruppen der Weimarer Republik um Karl Otto Paetel.